# Mavelščica - povirni del
Mavelščica - povirni del este o arie protejată (arie specială de conservare — SAC, sit de importanță comunitară — SCI) din Slovenia întinsă pe o suprafață de 9,77 ha, integral pe uscat.

## Localizare
Centrul sitului Mavelščica - povirni del este situat la coordonatele 46°05′41″N 14°23′59″E / 46.0948°N 14.3998°E.

## Înființare
Situl Mavelščica - povirni del a fost declarat sit de importanță comunitară în aprilie 2013 pentru a proteja 1 specie de animale. Situl a fost protejat și ca arie specială de conservare în aprilie 2015.

## Biodiversitate
Situată în ecoregiunea alpină, aria protejată nu include niciun habitat protejat.
La baza desemnării sitului se află o specie protejată de  nevertebrate: Austropotamobius torrentium.